# Guerras dos Elementos Transfermianos
Os nomes dos elementos químicos 104 a 106 foram objeto de uma grande controvérsia a partir da década de 1960, descrita por alguns químicos nucleares como as Guerras dos Elementos Transfermianos   porque diziam respeito aos elementos localizados após o férmio (elemento 100) na tabela periódica.
Essa controvérsia surgiu de disputas entre cientistas americanos e soviéticos sobre quem isolou primeiro esses elementos. A resolução final desta controvérsia em 1997 também decidiu os nomes dos elementos de números atômicos de 107 a 109.

## Controvérsia
Por convenção, os direitos de nomenclatura para elementos químicos recém-descobertos vão para seus descobridores. Para os elementos 104, 105 e 106, houve uma controvérsia entre os pesquisadores soviéticos do Joint Institute for Nuclear Research e os pesquisadores americanos do Lawrence Berkeley National Laboratory sobre qual grupo os descobriu primeiro. Ambas as partes sugeriram seus próprios nomes para os elementos 104 e 105, não reconhecendo o nome da outra.
O nome americano para o elemento 106, seabórgio,  também era questionável para alguns, porque se referia ao químico americano Glenn T. Seaborg, que ainda estava vivo na época em que esse nome foi proposto.  (Einsteínio e férmio também foram propostos como nomes de novos elementos enquanto Einstein e Fermi ainda estavam vivos, mas só foram divulgados após suas mortes, devido ao sigilo da Guerra Fria.)

## Oponentes
Os dois grupos principais que estiveram envolvidos no conflito sobre a nomenclatura dos elementos foram:
- Um grupo americano do Laboratório Lawrence Berkeley.

- Um grupo russo no Joint Institute for Nuclear Research em Dubna.

e, como uma espécie de árbitro,
- A Comissão de Nomenclatura de Química Inorgânica da IUPAC, que apresentou sua própria proposta à Assembleia Geral da IUPAC.

O grupo alemão na Gesellschaft für Schwerionenforschung - GSI (Sociedade para Pesquisa de Íons Pesados, em português) em Darmstadt, que tinha (indiscutivelmente) descoberto os elementos 107 a 109, foi arrastado para a polêmica quando a Comissão sugeriu que o nome "hahnium", proposto para o elemento 105 pelos americanos, fosse usado para o elemento 108 do GSI.
| Grupo      | Número Atômico | Nome         | Epônimo           |
| ---------- | -------------- | ------------ | ----------------- |
| Americanos | 104            | Rutherfórdio | Ernest Rutherford |
| Americanos | 105            | Háhnio       | Otto Hahn         |
| Americanos | 106            | Seabórgio    | Glenn T. Seaborg  |
| Russos     | 104            | Kurchatóvio  | Igor Kurchatov    |
| Russos     | 105            | Nielsbóhrio  | Niels Bohr        |

### Propostas

#### Darmstadt
Os nomes sugeridos para os elementos 107 a 109 pelo grupo alemão foram: 
| Número Atômico | Nome        | Epônimo         |
| -------------- | ----------- | --------------- |
| 107            | Nielsbóhrio | Niels Bohr      |
| 108            | Hássio      | Hesse, Alemanha |
| 109            | Meitnério   | Lise Meitner    |

#### IUPAC
Em 1994, a Comissão de Nomenclatura de Química Inorgânica da IUPAC propôs os seguintes nomes:
| Número Atômico | Nome         | Epônimo               |
| -------------- | ------------ | --------------------- |
| 104            | Dúbnio       | Dubna, Russia         |
| 105            | Joliótio     | Frédéric Joliot-Curie |
| 106            | Rutherfórdio | Ernest Rutherford     |
| 107            | Bóhrio       | Niels Bohr            |
| 108            | Háhnio       | Otto Hahn             |
| 109            | Meitnério    | Lise Meitner          |

Com isso tentou-se resolver a disputa compartilhando os nomes dos elementos em disputa entre russos e americanos, substituindo o nome do elemento 104 por um que homenageava o centro de pesquisa de Dubna, e não nomeando o elemento 106 em homenagem a Seaborg.

## Objeções à proposta IUPAC 94
Esta solução atraiu objeções da American Chemical Society (ACS) com o fundamento de que o direito do grupo americano de propor o nome para o elemento 106 não estava em questão, e esse grupo deveria ter o direito de nomear o elemento. Na verdade, a IUPAC decidiu que o crédito pela descoberta do elemento 106 deveria ser concedido a Berkeley.
Na mesma linha, o grupo alemão protestou contra a sugestão americana para a nomenclatura do elemento 108 como "háhnio", mencionando a antiga convenção de que um elemento é nomeado por seus descobridores. 
Além disso, dado que muitos livros americanos já haviam usado rutherfórdio e háhnio para 104 e 105, a ACS determinou que esses nomes fossem usados para outros elementos.
Em 1995, a IUPAC abandonou a regra controversa e estabeleceu um comitê de representantes nacionais com o objetivo de encontrar um meio-termo. Eles sugeriram seabórgio para o elemento 106 em troca da remoção de todas as outras propostas americanas, exceto para o nome laurêncio, estabelecido para o elemento 103. O nome igualmente arraigado, nobélio, para o elemento 102 foi substituído por fleróvio em homenagem a Georgy Flerov, após o reconhecimento pelo relatório de 1993 de que esse elemento foi sintetizado pela primeira vez em Dubna. Isso foi rejeitado por cientistas americanos e a decisão foi retirada. O nome fleróvio foi mais tarde usado para o elemento 114.

## Resolução (IUPAC 97)
Em 1996, a IUPAC realizou outra reunião, reconsiderou todos os nomes em mãos e aceitou outro conjunto de recomendações; finalmente, foram aprovadas e publicadas em 1997 na 39ª Assembleia Geral da IUPAC em Genebra, Suíça. O elemento 105 foi denominado dubnium (Db), em homenagem a Dubna na Rússia, a localização do JINR; as sugestões americanas foram usadas para os elementos 102, 103, 104 e 106. O nome dubnium havia sido usado para o elemento 104 na recomendação anterior da IUPAC. Os cientistas americanos aprovaram "relutantemente" esta decisão. A IUPAC apontou que o laboratório de Berkeley já havia sido reconhecido várias vezes, na denominação de berquélio, califórnio e amerício, e que a aceitação dos nomes rutherfórdio e seabórgio para os elementos 104 e 106 deve ser compensada pelo reconhecimento das contribuições do JINR para a descoberta dos elementos 104, 105 e 106. 
Os seguintes nomes foram acordados em 1997 na 39ª Assembleia Geral da IUPAC em Genebra, Suíça:
| Número Atômico | Nome        | Epônimo                |
| -------------- | ----------- | ---------------------- |
| 104            | Ruterfórdio | Ernest Rutherford      |
| 105            | Dúbnio      | Dubna, Russia          |
| 106            | Seabórgio   | Glenn Theodore Seaborg |
| 107            | Bóhrio      | Niels Bohr             |
| 108            | Hássio      | Hesse, Germany         |
| 109            | Meitnério   | Lise Meitner           |

Assim, a convenção do direito do descobridor de nomear seus elementos foi respeitada para os elementos 106 a 109,  e as duas reivindicações em disputa foram "compartilhadas" entre os dois oponentes.

## Sumário
Resumo das propostas de nomenclatura de elementos e decisões finais para os elementos 101–112 (aqueles cobertos no relatório do TWG): [9]
| Número atôimico | Nome sistemático | Americano     | Russo         | Alemão       | Compromisso 92 | IUPAC 94      | ACS 94        | IUPAC 95     | IUPAC 97      | Atual (em português) |
| --------------- | ---------------- | ------------- | ------------- | ------------ | -------------- | ------------- | ------------- | ------------ | ------------- | -------------------- |
| 101             | unnilunium       | mendelevium   | —             | —            | mendelevium    | mendelevium   | mendelevium   | mendelevium  | mendelevium   | mendelévio           |
| 102             | unnilbium        | nobelium      | joliotium     | —            | joliotium      | nobelium      | nobelium      | flerovium    | nobelium      | nobélio              |
| 103             | unniltrium       | lawrencium    | rutherfordium | —            | lawrencium     | lawrencium    | lawrencium    | lawrencium   | lawrencium    | laurêncio            |
| 104             | unnilquadium     | rutherfordium | kurchatovium  | —            | meitnerium     | dubnium       | rutherfordium | dubnium      | rutherfordium | rutherfórdio         |
| 105             | unnilpentium     | hahnium       | nielsbohrium  | —            | kurchatovium   | joliotium     | hahnium       | joliotium    | dubnium       | dúbnio               |
| 106             | unnilhexium      | seaborgium    | —             | —            | rutherfordium  | rutherfordium | seaborgium    | seaborgium   | seaborgium    | seabórgio            |
| 107             | unnilseptium     | —             | —             | nielsbohrium | nielsbohrium   | bohrium       | nielsbohrium  | nielsbohrium | bohrium       | bóhrio               |
| 108             | unniloctium      | —             | —             | hassium      | hassium        | hahnium       | hassium       | hahnium      | hassium       | hássio               |
| 109             | unnilennium      | —             | —             | meitnerium   | hahnium        | meitnerium    | meitnerium    | meitnerium   | meitnerium    | meitnério            |
| 110             | ununnilium       | hahnium       | becquerelium  | darmstadtium | —              | —             | —             | —            | —             | darmstádtio          |
| 111             | unununium        | —             | —             | roentgenium  | —              | —             | —             | —            | —             | roentgênio           |
| 112             | ununbium         | —             | —             | copernicium  | —              | —             | —             | —            | —             | copernício           |